# Béatrice Poulot
Béatrice Poulot oder kurz Beatrice (* 1968 in Saint-Denis, Réunion) ist eine französische Sängerin. 

## Leben und Wirken
Seit den 1990er Jahren ist sie immer wieder auf Musikproduktionen der Weltmusik, vor allem Zouk zu hören. Sie tritt dort solistisch oder als Chorsängerin auf. Ihr größter Auftritt war zusammen mit Dino Merlin beim Eurovision Song Contest 1999 als Vertreter für Bosnien und Herzegowina. Mit dem Ethno-Popsong Putnici erreichte das Duo Platz 7.